# 王晴蒂
王晴蒂（英語：Kylie Wang；1985年11月16日—，中文暱稱凱莉），現為臺灣Podcast百靈果News創辦人之一，站立喜劇演員，平時從事同步口譯人員、主持人工作；曾在柯文哲國際記者會擔任口譯。曾為今夜造口夜執行製作，同時亦為眼球中央電視台之公司前負責人、台北市新世代扶輪社成員。主持風格活潑，口無遮攔，大學畢業後曾長居國外，常以雙性戀、人妻身份在單口喜劇演出時，演繹私密尺度的段子。

## 固定節目
- 今夜造口夜執行製作（節目已結束播出）
- 范琪斐的寰宇漫遊（節目已結束播出）
- Podcast《百靈果News》
- 全國廣播「百靈果News」（已結束合作）
- TODAY 看世界 「人物放大鏡」（TODAY 看世界為LINE TODAY 的自製節目，也同步將影片上傳到YouTube）
- MTV零捌卡好笑「零捌歐北共」（固定主持人之一）
- 公視主題之夜SHOW主持人(已結束主持)
- 百靈果週二夜

## 參與節目
- 全明星辯論會擔任辯手

## 現場喜劇
| 年份   | 演出名稱                            | 演員                                                                 | 備註           |
| ------ | ----------------------------------- | -------------------------------------------------------------------- | -------------- |
| 2020年 | 《笑友會2:夏課》                    | 黃豪平、凱莉、微笑丹尼                                               |                |
| 2022年 | 《笑友會:俏課2022》                 | 黃豪平、凱莉、賀瓏、微笑丹尼                                         |                |
| 2023年 | 《卵爛》                            | 凱莉                                                                 | 個人專場       |
| 2023年 | 《G8高峰會》                        | 曾博恩、凱莉、黃豪平、黃逸豪 、歐耶、怡岑、賀瓏、喬瑟夫 主持人: 壯壯 | 2023台北喜劇節 |
| 2024年 | 還有第七人                          | 凱莉、佳諭、天殘、妍霏、品喬、不知火                                 |                |
| 2024年 | 《All Star 不羈夜2024：激度不妥！》 | 壯壯、東區德、呱吉、凱莉、歐耶                                       | 2024台北喜劇節 |

## 個人生活
凱莉的父親是外省第二代，根據她自述其喜歡工作的原因是想要向父母親證明自己的能力，尤其是對父親，因為她認為她的父親是個很成功的企業家，而凱莉的爺爺以前是情報部門的警察。
2024年1月4日於臉書公布懷孕，並於同年8月誕下一女

## 外部連結
- YouTube上的Kylie Wang頻道